# Нормалізатор
В абстрактній алгебрі нормалізатором підмножини {\displaystyle U} групи {\displaystyle G} називається множина елементів {\displaystyle G}, які комутують загалом із підмножиною {\displaystyle U}, але не обов'язково з кожним її елементом, як у випадку централізатора. Дане означення також може бути застосоване для інших алгебричних структур, зокрема моноїдів, напівгруп, кілець, алгебр Лі і т. д.

## Означення
Групи і напівгрупи
Нормалізатором підмножини {\displaystyle U} в групі (або напівгрупі) {\displaystyle G} за означенням називається підмножина
{\displaystyle \mathrm {N} _{G}(U)=\{g\in G\mid gU=Ug\}}
Означення відрізняється від означення централізатора тим, що в даному випадку не повинно обов'язково бути {\displaystyle gu=ug,\;\forall u\in U}, але для кожного {\displaystyle u\in U} має існувати такий {\displaystyle v\in U}, що {\displaystyle gu=vg}.
Нормалізатор підмножини {\displaystyle U} алгебри Лі (або кільця Лі) {\displaystyle {\mathfrak {L}}} задається рівністю 
{\displaystyle \mathrm {N} _{\mathfrak {L}}(U)=\{x\in {\mathfrak {L}}\mid [x,u]\in U} для всіх {\displaystyle u\in U\}}
Хоч це означення є стандартним для терміна «нормалізатор» в алгебрі Лі, слід зауважити, що ця конструкція є фактично ідеалізатором множини {\displaystyle U} в {\displaystyle {\mathfrak {L}}}.

## Властивості
Групи 
- Нормалізатор довільної множини {\displaystyle U} є підгрупою {\displaystyle G}.
- Централізатор {\displaystyle Z_{G}(U)} завжди є нормальною підгрупою нормалізатора {\displaystyle N_{G}(U)}.
- Якщо {\displaystyle U} є піднапівгрупою у {\displaystyle G}, то {\displaystyle N_{G}(U)} містить {\displaystyle U}.
- Якщо {\displaystyle H} є підгрупою {\displaystyle G}, то найбільша підгрупа, в якій {\displaystyle H} є нормальною, це {\displaystyle N_{G}(H)}.
- Індекс нормалізатора {\displaystyle N_{G}(U)} є рівним кількості класів спряженості {\displaystyle gUg^{-1}} для множини {\displaystyle U}, тобто {\displaystyle |\{gUg^{-1}\mid g\in G\}|=[G:N_{G}(U)]}.
- Якщо задати гомоморфізм груп {\displaystyle T:G\to \operatorname {Inn} (G)}, як {\displaystyle T(x)(G)=T_{x}(G)=xgx^{-1}}, то можна описати {\displaystyle N_{G}(U)} в термінах дії групи {\displaystyle \operatorname {Inn} (G)} на {\displaystyle G}: стабілізатором {\displaystyle U} у ({\displaystyle \operatorname {Inn} (G)}) є {\displaystyle T(N_{G}(U))}.

Кільця і алгебри Лі 
- Якщо {\displaystyle U} — адитивна підгрупа {\displaystyle {\mathfrak {L}}}, то {\displaystyle \mathrm {N} _{\mathfrak {L}}(U)} є найбільшим підкільцем Лі (або підалгеброю Лі), в якій {\displaystyle U} є ідеалом Лі. [1]
- Якщо {\displaystyle U} — підкільце Лі кільця Лі {\displaystyle A}, то {\displaystyle U\subseteq \mathrm {N} _{A}(U)}.